# The Telephantasm
The Telephantasm è un singolo del gruppo rock statunitense Soundgarden, pubblicato nel 2010 ed estratto dalla raccolta Telephantasm.
La canzone è stata scritta da Kim Thayil.

## Tracce
- 7" Vinile

1. The Telephantasm – 2:57
2. Gun (Live at the Showbox) – 5:05